# Sainte-Colombe-de-Duras
Sainte-Colombe-de-Duras település Franciaországban, Lot-et-Garonne megyében. Lakosainak száma 100 fő (2022. január 1.). Sainte-Colombe-de-Duras Esclottes, Dieulivol, Pellegrue és Baleyssagues községekkel határos.

## Népesség
A település népessége az elmúlt években az alábbi módon változott:
| Lakosok száma | 131  | 93   | 87   | 92   | 113  | 107  | 105  | 106  | 104  | 100  |
|               | 1968 | 1982 | 1990 | 2006 | 2013 | 2015 | 2017 | 2019 | 2020 | 2022 |